# Vicente Merino Bielich

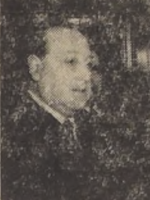
Vicente Merino Bielich

Vicente Merino Bielich (1889–1977), polityk i wojskowy Chile.
Admirał, pełnił m.in. funkcję ministra spraw wewnętrznych oraz dowódcy armii w latach 40. W 1946 mianowany wiceprezydentem, od sierpnia do października 1946 sprawował tymczasowo obowiązki prezydenta w zastępstwie Alfredo Duhalde.
Od 3 października 1946 prezydentem Chile był Gabriel Gonzalez Videla.